# Paul Menzer
Otto Max Paul Menzer (* 3. März 1873 in Berlin; † 21. Mai 1960 in Halle (Saale)) war ein deutscher Philosoph und Pädagoge. Er lehrte in Marburg und Halle, war zeitweise Rektor der Universität Halle und langjährig in der Kant-Forschung tätig.

## Frühe Jahre
Menzer war der Sohn von Max Menzer (1846–1904), Oberpostsekretär in Berlin, und Elise geb. Ramin (1842–1913). Er besuchte das Luisenstädtische Gymnasium in Berlin und leistete nach dem Abitur zunächst ein Jahr freiwilligen Militärdienst. Ab 1892 studierte er Germanistik, später Philosophie und Nationalökonomie an der Universität Berlin, im Sommersemester 1895 auch an der Universität Straßburg. Am 11. März 1897 wurde er in Berlin zum Dr. phil. promoviert.

## Akademische Laufbahn
Am 23. Mai 1900 habilitierte sich Menzer in Berlin für Philosophie und war dort bis 1906 als Privatdozent tätig.  
Am 23. Oktober 1906 wurde er außerordentlicher Professor für Philosophie an der Philipps-Universität Marburg. 1908 heiratete er in Marburg Elisabeth Hallmann (1887–1969), Tochter des königlichen Baurats Richard Anton Hallmann und seiner Frau Marianne Reuschle.
Am 13. Juni 1908 wurde Menzer als außerordentlicher Professor an die Universität Halle berufen und am 29. Juli 1908 zum ordentlichen Professor ernannt (mit Wirkung zum 1. Oktober 1908). Dieses Amt hatte er bis zu seiner Emeritierung 1938 inne. Von 1920 bis 1921 war er Rektor der Universität Halle.

## Engagement für Studenten
Menzer engagierte sich stark in der akademischen Selbstverwaltung und in studentischen Belangen. Von 1920 bis 1921 war er stellvertretender Vorsitzender des Studentenwerk Halle und zugleich Rektor der Universität. 1922 gründete er die „Wirtschaftshilfe für hallische Studierende“, später „Hallische Studentenhilfe“ genannt. 1927 wurde er Vorsitzender des Studentenwerks Halle, das mit seiner Studentenhilfe fusionierte. Dieses Amt bekleidete er bis 1933. Auf seine Initiative hin wurde 1928 die „Tulpe“ in Halle zum Studentenhaus umgebaut.

## Zeit des Nationalsozialismus
1933 musste Menzer den Vorsitz des Studentenwerks und der Kant-Gesellschaft abgeben. Im Fragebogen des Reichserziehungsministeriums gab er an, „aktives Mitglied der Einwohnerwehr Halle-Nord gegen den Kommunistenaufruhr in Mitteldeutschland“ gewesen zu sein. Ab 1934 war er Mitglied der NSV. Bis 1936 gab er noch die Kant-Studien heraus. 1938 legte er seine Hochschultätigkeit nieder. Am 9. Januar 1939 erhielt er das Treudienst-Ehrenzeichen in Gold.

## Nachkriegszeit
Nach dem Zweiten Weltkrieg übernahm Menzer erneut Philosophievorlesungen in Halle. 1947 war er Präsident des Ersten Deutschen Philosophenkongresses in Garmisch-Partenkirchen, dem weitere Kongresse in Mainz (1948) und Bremen (1950) folgten. Dort wurde die Allgemeine Gesellschaft für Philosophie in Deutschland gegründet. 1948 trat Menzer endgültig in den Ruhestand („auf eigenen Wunsch“). 1953 nahm er gemeinsam mit Gottfried Martin die Herausgabe der Kant-Studien wieder auf.
Er starb 1960 in Halle (Saale).